# Stefano De Filippis
Stefano De Filippis (Roma, 7 aprile 1986) è un attore teatrale e doppiatore italiano.
Fratello minore dell'attore teatrale e doppiatore Alessio De Filippis.

## Doppiaggio

### Film
- Ki Hong Lee in Maze Runner - Il labirinto, Maze Runner - La fuga, Maze Runner - La rivelazione
- Christopher Mintz-Plasse in Role Models
- Brendon Ryan Barrett in Casper - Un fantasmagorico inizio
- Jeremy Suarez in Jerry Maguire
- William Snape in Full Monty - Squattrinati organizzati
- Jack Johnson in Lost in Space - Perduti nello spazio
- Michael Angarano in Little Secrets - Sogni e segreti
- Sneider Castro in Monos - Un gioco da ragazzi
- Mark O'Brien in Anon
- Cody McMains in Il grande bullo
- John Robinson in "Elephant" (John McFarland)
- Sonny Vue in "Gran Torino" (Smokie)
- Gregory Smith in "Il patriota" (Thomas Martin)
- Brendon Ryan Barrett in "Casper 2: un fantasmagorico inizio" (Chris Carson)
- Won Bin in "Madre" (2009) (Yoon Do-Joon)
- Lewis McKenzie in "Jimmy Grimble" (Jimmy Grimble)
- Martin Compston in "Sweet Sixteen" (Liam)

### Film d'animazione
- Goten bambino in Dragon Ball Z - Sfida alla leggenda (primo doppiaggio), Dragon Ball Z - L'irriducibile bio-combattente (primo doppiaggio), Dragon Ball Z - Il diabolico guerriero degli inferi (primo doppiaggio), Dragon Ball Z - L'eroe del pianeta Conuts (primo doppiaggio)
- Li ne I Roteò e la magia dello specchio
- Panico da bambino in Hercules
- Chicco ne La bella e la bestia - Un magico Natale e Il mondo incantato di Belle
- P.J. in Ecco Pippo!, In viaggio con Pippo, Estremamente Pippo
- Satoshi Mashiba ne La forma della voce - A Silent Voice
- Principe Ciliegia in Cipollino
- Musashino Yasuharu in Kenshin - Samurai vagabondo: The Movie

### Film TV
- Lucas Grabeel in Ritorno ad Halloweentown
- Justin Chapman in Piccola peste si innamora (ridoppiaggio)
- Justin Lee in Nolan - Come diventare un supereroe
- Gideon Jacobs in Mamma, ho allagato la casa

### Serie televisive
- Ki Hong Lee in Le nove vite di Chloe King
- Michael Angarano in Will & Grace
- Joshua Logan Moore in Desperate Housewives
- David Gallagher in Settimo cielo
- Brandon Mychal Smith in "Sonny tra le stelle" e "So Random!" (Nico Harris)
- Tom Green in "Dance Academy" (Samuel "Sammy" Lieberman)
- Jonathan Taylor Thomas in "Quell'uragano di papà" (Randy Taylor)
- Joshua Logan Moore in "Desperate Housewives - I segreti di Wisteria Lane" (Parker Scavo cresciuto, 2^ voce)

### Telenovelas
- Agustin Sierra in Flor - Speciale come te, Teen Angels
- Brian Vainberg in Dalia delle fate

### Serie animate
- Paolo Bianchi in Inazuma Eleven
- Toma in Guru Guru - Il batticuore della magia e Guru Guru - Il girotondo della magia
- Kazuya in Orange Road (edizione Dynamic Italia)
- Hakudoshi (st. 6) in Inuyasha
- Kitsuneme in Alice Academy
- Asuka Kami in B-Daman Crossfire
- Brainiac 5 in Legion of Superheroes
- Quo in Quack Pack - La banda dei paperi
- Yuka Suzuki (3^voce) in Fairy Tail
- Gus in Ricreazione
- Hoo in Bibi Blocksberg
- Ikor in Gormiti
- Kota Tomiie in Toradora!
- Quincy in Zafari
- Nick Birch in Big Mouth
- Muscle Man in Regular Show (2° Doppiaggio)
- Saro in Saurini
- Personaggi vari in We Bare Bears - Siamo solo orsi
- Adam Bolt/Fulmen in MeteoHeroes
- Milo in Mostri & pirati
- Boris in Zona gesso
- Altro Scott in Scott Pilgrim - La serie

### Videogiochi
- Paolo Bianchi in Inazuma Eleven 3[1]

## Teatro
- Liolà, regia di Maurizio Scaparro. Teatro Stabile di Genova (1990-1992)
- Ecuba, di Euripide, rivisitazione di Massimo Castri e Anna Proclemer. Teatro di Roma (1995)
- Macbeth, regia di Sandro Sequi (1996)
- A Chorus Line, regia di A. D'Atri e S. Catalano. Teatro dei Cocci (2003)
- Romeo e Giulietta, paccavano eccome, di Mimmo Strati, regia di Mimmo Strati. Teatro de' Servi di Roma (2007)
- Chi nonna ferisce di nonna perisce
- S'hanno rubato jo Santo
- Shakespeare a Borgo
- Cicerone o il regno della parola. Teatro India
- Shakespeare Grand Tour (2016) con Franco Oppini
- Regia e autore de Io, Sabine, 80 giorni all'Inferno (tratto dalla vera storia di Sabine Dardenne)
- Regia dell'adattamento teatrale Esercizi di resistenza al dolore di Concita De Gregorio
- "La leggenda di Novecento" tratto dall'opera "Novecento" di Baricco.